# Postproduktion (Film)
Die Postproduktion oder Nachproduktion (englisch post production) bezeichnet in der Phasengliederung einer Filmproduktion die vierte, nachbereitende Phase. Dazu gehören vor allem der Schnitt und die digitale Nachbearbeitung der Bilder im Computer sowie das Vertonen und Unterlegen der Bilder mit Musik.
Die Arbeitsabläufe in der Postproduktion (engl. post production workflow) unterscheiden sich zum Teil erheblich; je nachdem, auf welchem Material gedreht wurde, wie groß der Anteil von computergenerierten Effekten und Bildern ist („Visual Effects“ und „Computer Generated Imagery“) und welches Endprodukt herzustellen ist.

## Arbeitsschritte der Postproduktion in der Gegenwart
Die Geschichte der Filmtechnik hat ihren Ursprung im 17. Jahrhundert mit der Erfindung der „Laterna magica“. Zwei Jahrhunderte später kam es im Jahr 1872 durch eine Serienfotografie zu den ersten bewegten Bildstreifen, doch es sollte noch einige Jahre dauern, bis solch stumme Bildstreifen ihr Publikum erreichten. Trotz der sich immer weiter durchsetzenden Digitalkameras seit dem Beginn der 2000er Jahre, besteht aufgrund des Charmes noch immer Interesse an der gehäuften Benutzung analoger Filmstreifen, dabei wird das Bildmaterial nach den Aufzeichnungen digitalisiert und nachfolgend in der Postproduktion nachbearbeitet.
Die Postproduktion charakterisiert alle Arbeitsabläufe, die zwischen der Beendigung der Dreharbeiten und der Ausgabe des fertigen Projektes liegen. Grundsätzlich lässt sich die Postproduktion in verschiedene Schritte einteilen: Filmabtastung oder Digitaldreh, Editing/Schnitt, Farbkorrektur, Compositing/VFX, Vertonung, Auslieferung/Distribution, Archivierung/Bereitstellung. Dabei ist wichtig anzumerken, dass es zwischen den einzelnen Schritten zu Zwischenabnahmen kommt und, dass die beiden letztgenannten Punkte in der heutigen Zeit zu einem Punkt zusammengefasst werden können. Dies liegt daran, dass die meisten Kunden ihr fertiggestelltes Projekt digital versenden oder archivieren. Zur besseren Verständlichkeit wird sich im Folgenden Beitrag auf insgesamt fünf Schritte bezogen.
1. Schritt: Filmabtastung und Farbkorrektur
Nach dem Dreh wird das Filmnegativ weitergereicht, um es zu entwickeln, waschen und für Telecine einrichten zu lassen. Dabei ist bei gängigem Filmmaterial die Verwendung von 35 mm oder 16 mm Filmen üblich (Heiser, 2020, S. 421). „Die Abtastung des kompletten Materials in der Telecine wird je nach Korrekturgrad als Onelight (Einlicht/Muster) oder als Bestlight (Final) bezeichnet“. Mithilfe der Abtastung lässt sich der Look (Farbstimmung) des Projektes bestimmen und ändern, zum Beispiel durch die Veränderung von Kontrast, Helligkeit und Farben. Nach Abschließung der Farbkorrektur wird das Rohmaterial zum Download zur Verfügung gestellt oder in verschiedene Standards weitergeleitet.
2. Schritt: Editing/Schnitt
Bei diesem Schritt kommt es zu der Unterscheidung zweier verschiedener Prozesse: Editing (linearer Schnitt) und Offline-Edit (non-linearer Schnitt).
Beim Editing wird das Material im Anschluss an die Filmabtastung in der Telecine geschnitten.
„Der non-lineare Schnitt bietet eine hohe Flexibilität beim Schneiden und Nachbearbeiten des Filmes“. Dabei wird auf die Bearbeitung des Originalmaterials verzichtet – man nutzt im Editing nur die Kopie des zu verarbeitenden Materials.
3. Schritt: Compositing/VFX
Aktuelle Filmproduktionen wären ohne diesen Schritt nicht mehr denkbar. Bei diesem Prozess werden separat voneinander aufgenommene Elemente zu einem Gesamtbild kombiniert – Compositing bedeutet übersetzt „Mischung“ oder „Zusammensetzung“, während VFX die visuellen Effekte meint. Der Abschluss dieses Schrittes wird als Rendering bezeichnet – hier werden alle Einzelteile einzeln gerendert und zusammengefügt.
4. Schritt: Vertonung
In diesem Schritt kommt es zu der Vorbereitung des Tones, wobei der Cutter den Ton „Take für Take“ bzw. Szene für Szene passend zu Bild anlegt.
5. Schritt: Auslieferung/Distribution und Archivierung/Bereitstellung 
Der Begriff „Distribution“ meint den Vertrieb von Ware durch den Geschäftsverkehr – im Film bedeutet dies nicht nur den Verleih, sondern auch alle Firmen, die von Verwertungsmedien wie zum Beispiel Video oder DVD Gebrauch machen.

## Arbeitsschritte Audio-Postproduktion
- Bearbeitung der O-Töne und Atmos
- Synchronaufnahmen (ADR)
- Aufnahme und Bearbeitung von Geräuschen
- Sounddesign: Hinzufügen der Foleys sowie die Erstellung von synthetischen Geräuschen, Anlegen von Hintergrundgeräuschen (Atmos) und Soundeffekten im Allgemeinen
- Komposition, Aufnahme, Bearbeitung und das Hinzufügen der Filmmusik
- Tonmischung

## Berufe
- Postproduction Supervisor
- Filmeditor
- Tonmeister
- Sounddesigner
- Colorist
- VFX Artist
- Mediengestalter Bild und Ton
- Lichtbestimmer
- Filmentwickler
- Laborant in der Sensitometrie

## Ausbildung
Um der zunehmenden Digitalisierung im Medienproduktionsprozess gerecht zu werden, wurde der mehrjährige Ausbildungsgang zum Mediengestalter in den Fachrichtungen Digital und Print sowie Bild und Ton geschaffen. An mehreren Fachhochschulen entstanden Bachelorstudiengänge in Medientechnik oder Medienproduktion. Ausbildungen gibt es auch an Film- und Fernsehakademien wie der Bayerischen Fernsehakademie. Eine Weiterbildung von sechs Monaten sowie einen berufsbegleitenden Lehrgang von neun Monaten zur digitalen Medienproduktion bietet die Münchner Journalistenakademie an.
Regelmäßige Weiterbildung in den unterschiedlichen digitalen Techniken ist zu empfehlen. Eine mögliche Weiterentwicklung besteht zum Berufsbild des Videojournalisten.

## Unternehmen
Es gibt Unternehmen, die sich auf die Postproduktion von Filmen, meist inklusive der Filmkopierung, spezialisiert haben. In Österreich gibt es diesbezüglich zwei große Unternehmen, die Listo Videofilm und Synchro Film. In Deutschland sind es Unternehmen wie das Münchner Traditionsunternehmen ARRI oder CinePostproduction. In der Schweiz sind das Schwarz-Film, Egli-Film, On Line Video 46 AG, Ultra Images und Filmkunst, in Großbritannien Cinelab London.  und Lions Gate Studios in Kanada.